# (31065) Beishizhang
(31065) Beishizhang (1996 TZ13) – planetoida z grupy pasa głównego asteroid okrążająca Słońce w ciągu 4,64 lat w średniej odległości 2,78 j.a. Odkryta 10 października 1996 roku.